# Hintenberger Bach
Der Hintenberger Bach, auch Hintenbach und Hintenbergbach, ist ein linker Zubringer zur Großen Mühl bei Ulrichsberg in Oberösterreich.

## Geographie

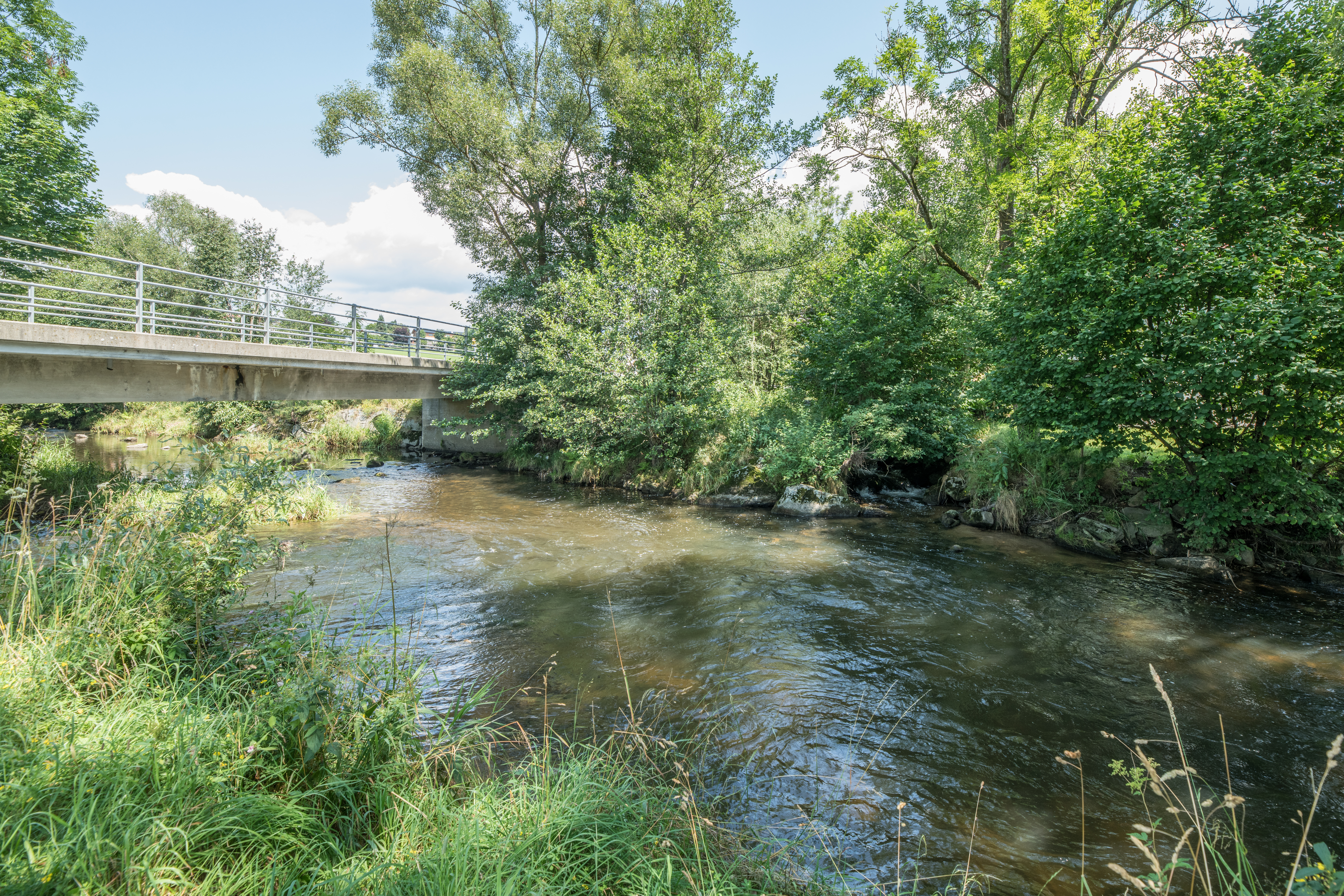
Mündung des Hintenberger Bach in die Große Mühl

Der Hintenberger Bach entspringt in den Wäldern östlich oberhalb des Langlaufzentrums in Schöneben und fließt von dort nach Südwesten ab, wo er sich zwischen dem Sperrbühel (982 m ü. A.) und dem Sulzberg (1041 m ü. A.) tief in den Untergrund einschneidet. Danach passiert er die Orte Lichtenberg und Hintenberg, nimmt später den Ramenaibach als seinen linken Zufluss auf und mündet schließlich südöstlich von Ulrichsberg bei Erlet linksseitig in die Große Mühl.
Eine mittelschwere Langlaufloipenstrecke mit der nach Christian Hoffmann benannten 13,2 km langen Christian-Hoffmann-Loipe, der 9,6 km langen Hirschlacke-Loipe, der 7,3 km langen Moldaublickloipe und der 3 km langen Wilderersteig-Loipe quert den oberen Abschnitt des Bachs.

## Umwelt
Der Bach weist eine natürliche Linienführung und natürlich geformte Böschungen auf. Das Sohlsubstrat ist meist blockig. Die galerieartig ausgebildeten Uferbegleitgehölze bestehen aus Schwarzerlen, Bergahorn, Fichten, Birken, Weiden und Hasel. Kurz vor der Ortschaft Ulrichsberg erstreckt sich am Bach eine Wiese mit einer steilen Böschung. Hier gedeihen die Besenheide (Calluna vulgaris), das Borstgras (Nardus stricta), die Heide-Nelke (Dianthus deltoides), die Niedrige Schwarzwurzel (Scorzonera humilis) das Rot-Straußgras (Agrostis capillaris), die Silberdistel (Carlina acaulis) und der Teufelsabbiss (Succisa pratensis).
Der Hintenberger Bach ist Teil der 22.302 Hektar großen Important Bird Area Böhmerwald und Mühltal. Sein oberer Abschnitt gehört zum 9.350 Hektar großen Europaschutzgebiet Böhmerwald-Mühltäler.